# Грузинская фарфоро-фаянсовая фабрика
«Красный фарфорист» (до 1921 года — Гру́зинская фарфоро-фаянсовая фабрика) — ныне недействующая фабрика фарфоровых изделий в посёлке Краснофарфорный в 12 км от города Чудово, в Новгородской области.

## История
Основана в 1897 году как Гру́зинская фарфоро-фаянсовая фабрика И. Е. Кузнецова в Новгородском уезде, близ села Грузино в местечке Ботановка. Первая продукция производилась из местной глины. Основал фабрику Санкт-Петербургский купец 1-й гильдии Иван Емельянович Кузнецов, потомственный почётный гражданин, двоюродный брат М. С. Кузнецова.
С конца XIX века завод специализировался на производстве недорогого фарфора. В целом кузнецовский фарфор не относился к разряду элитных и был доступен горожанам со средним достатком. В основу технологии были заложены традиционные принципы и решения производства фарфоровых изделий: национальная самобытность рисунка, яркость красок, качество.
Уже в 1902 году посуда фабрики была востребована царским двором, а с 1904 года фабрика стала Поставщиком Двора Его Императорского Величества.
В мае 1913 года по ходатайству И. Е. Кузнецова, согласно указу Николая II, было утверждено «Товарищество на паях И. Е. Кузнецова», в состав которого вошли Волховская, Бронницкая и Грузинская фабрики, а также Чудовский стеклянно-хрустальный завод. Вследствие этого произошёл раздел фабрик. Старшему сыну, Ивану Ивановичу Кузнецову, как основному наследнику И. Е. Кузнецов выделил Бронницкую и Грузинскую фабрики. Бронницкой фабрикой руководил лично И. И. Кузнецов, а директором Грузинской фабрики он назначил своего брата Павла Ивановича Кузнецова.
На 1913 год на фабрике было 1230 рабочих, выработка мирного времени превышала 30 миллионов штук изделий или 500 тысяч пудов в год.
С 1914 году с началом Первой мировой войны, в связи с ослаблением спроса и расстройством работы транспорта, производство начало сокращаться и к 1918 году снизилось до 27 % от довоенных объёмов и составило 140,9 тысяч пудов.
После Революции фабрика была национализирована. До конца 1921 года не функционировала в связи с острой нехваткой сырья и изношенностью производственного оборудования.
В 1921 году фабрика вошла в Новгубфарфор. В 1922 году фабрике присвоено название «Красный фарфорист».
В 1923—1926 году здесь выполнялись агитационные изделия, например, чашки и чайные пары с лозунгами (клеймо «НГФ Грузино»). Со второй половины 1926 года завод переориентировали на выпуск хозяйственного фарфора и фаянса. В 1926 году на фабрике имелось пять горнов. На 1929 год на фабрике работало около 2000 человек.
С 1932 года фабрика получила статус завода, но свои традиции не растеряла и продолжала выпуск как дешёвого «народного» фарфора, так и элитных высокохудожественных фарфоровых изделий.
В годы Великой Отечественной войны корпуса предприятия были разрушены. Эвакуированное со станции Чудово оборудование «Красного фарфориста» разместили с 5 августа 1942 года в складских помещениях танкового завода в г. Саракташ (Оренбургская область). Здесь построены производственные помещения. В конце 1944 года под руководством Г. Г. Гумена изготовлена первая продукция. Так началась история Саракташского фаянсового завода.
В марте 1944 года было принято решение о начале восстановления завода в Краснофарфорном. Восстановлению подлежали четыре горна и стены главного корпуса, всё остальное предстояло отстраивать заново. К осени 1944 года территорию завода очистили от мин, проволочных заграждений, завалов, отремонтировали свыше 600 квадратных метров жилья. Завод «Красный фарфорист» был восстановлен и в 1946 году предприятие выпустило 71,6 тысячи изделий.
В 1949—1956 годах главным художником фабрики была Людмила Никифоровна Павлова-Кошман.
А в 1961 году завод превысил свою проектную мощность — изготовлено 11 миллионов 500 тысяч изделий. В 1950—1960-е годы завод активно участвовал в художественных выставках — республиканской выставке «Народное и декоративно-прикладное искусство РСФСР» (1956 год); в 1962 году — в Международной выставке керамики в Праге (Чехословакия).
В 1970-е годы завод выпускал более 12,6 млн изделий в год.
В 1978 году главным художником завода стал Виктор Алексеевич Бирюков. Он разработал формы: «Весна», «Утро», «Юбилейная», «Колокольчик», «Утюг», «Здоровье», «Вечерний» и другие, сервизы, чайники, бокалы, настенные декоративные тарелки.
В 2000-х годах на заводе работало 450 человек, в 2003 году завод прошёл процедуру банкротства и стал называться «Кузнецовский фарфор», в 2004 году рабочие завода объявили забастовку, по их словам, даже во время войны их завод ни разу не останавливался, и такого тяжелого положения никогда не было.
С 2005 года — «Фабрика И. Н. Кузнецова на Волхове». Но если раньше на градообразующем предприятии работали практически все трудоспособные жители посёлка Краснофарфорный — более 1300 человек, то на 2008 год — чуть более 100 человек.
С 2013 года завод не работает.